# Drepanopodus proximus
Drepanopodus proximus är en skalbaggsart som beskrevs av Louis Albert Péringuey 1901. Drepanopodus proximus ingår i släktet Drepanopodus och familjen bladhorningar. Inga underarter finns listade i Catalogue of Life.